# Dickinson W. Richards
Dickinson Woodruff Richards, Jr. (ur. 30 października 1895 w Orange, New Jersey, zm. 23 lutego 1973) w Lakeville, Connecticut – amerykański lekarz i fizjolog, laureat Nagrody Nobla, którą otrzymał w 1956 wraz z André Cournandem i Wernerem Forssmannem za prace z fizjopatologii krążenia oraz za badania nad cewnikowaniem serca.

## Życiorys
Był synem nowojorskiego prawnika, jego matka pochodziła z rodziny lekarzy. Studiował język angielski i grecki na Uniwersytecie Yale w New Haven (Connecticut) od 1913, uzyskując tytuł licencjata w 1917, a następnie odbył służbę wojskową jako oficer artylerii w armii amerykańskiej we Francji do 1919. Po powrocie do USA studiował medycynę w College of Physicians and Surgeons na Uniwersytecie Columbia w Nowym Jorku, uzyskując tytuł magistra fizjologii w 1922 i doktora nauk medycznych w 1923.
Mimo że Wernerowi Forssmanowi udało się wprowadzić cewnik do własnego serca w 1929, przez wiele lat istniały wątpliwości do kontynuowania tego typu badań. Jednak począwszy od 1941, Dickinson Richards i André Cournand opublikowali serię badań, które wprowadziły zastosowanie cewnikowania serca, między innymi w celu wprowadzenia środka kontrastowego do zdjęć rentgenowskich oraz pomiaru ciśnienia i zawartości tlenu we krwi na poziomie serca i dużych naczyń. Ponieważ możliwe było dotarcie do górnych komór serca, ciśnienie krwi i zawartość tlenu we krwi mogły być mierzone w drodze z serca do płuc, co wcześniej było niemożliwe. Prace te umożliwiły diagnostykę wrodzonych wad serca, pomiaru działania leków nasercowych i określenie stopnia dysfunkcji w przewlekłych chorobach serca i płuc. Ich odkrycia zrewolucjonizowały kardiologię i pulmonologię, stanowiły podstawę chirurgii na otwartym sercu w krążeniu pozaustrojowym z użyciem płucoserca. Dzięki temu mogła rozwinąć się nowoczesna kardiologia i kardiochirurgia. Za tę pracę otrzymał, wraz z André Cournandem i Wernerem Forssmannem, Nagrodę Nobla w dziedzinie fizjologii lub medycyny za rok 1956.
W 1945 Richards został mianowany profesorem medycyny na Uniwersytecie Columbia oraz lekarzem wizytującym i dyrektorem Pierwszego (Columbia) Oddziału Szpitala Bellevue w Nowym Jorku. W 1961 przeszedł na emeryturę a 1963 został Kawalerem Legii Honorowej.

## Nagrody i odznaczenia
- Nagroda Nobla w dziedzinie medycyny w 1956
- członek National Academy of Sciences od 1958
- Legia Honorowa (kawaler) w 1963
- członek Amerykańskiej Akademii Sztuk i Nauk od 1967